# Rabgyai Co
Rabgyai Co (kinesiska: Rebujie Cuo, 热不杰错, 热布杰错) är en sjö i Kina. Den ligger i den autonoma regionen Tibet, i den sydvästra delen av landet, omkring 850 kilometer väster om regionhuvudstaden Lhasa. Rabgyai Co ligger 4 931 meter över havet. Arean är 7,6 kvadratkilometer. Trakten runt Rabgyai Co är ofruktbar med lite eller ingen växtlighet. Den sträcker sig 3,4 kilometer i nord-sydlig riktning, och 3,4 kilometer i öst-västlig riktning.
Genomsnittlig årsnederbörd är 600 millimeter. Den regnigaste månaden är juli, med i genomsnitt 114 mm nederbörd, och den torraste är november, med 11 mm nederbörd.